# Aiham Ousou
Aiham Ousou (Mölndal, 9 gennaio 2000) è un calciatore svedese naturalizzato siriano, difensore del Charleroi, e della nazionale siriana.

## Carriera

### Club
Uscito dal settore giovanile dell'Häcken dopo aver fatto parte di altre squadre del circondario della città di Göteborg, nel 2020 Ousou viene prestato all'AFC Eskilstuna con cui fa il suo esordio fra i professionisti il 23 agosto in occasione dell'incontro di Superettan pareggiato 1-1 contro il Trelleborg; nel 2021 viene nuovamente prestato questa volta al GAIS.
Il 21 luglio 2021 si trasferisce a titolo definitivo allo Slavia Praga, con cui gioca fino all'agosto 2023 quando torna all'Häcken in prestito per ottenere maggiore minutaggio.
Il 31 gennaio 2024 viene ceduto in prestito al Cadice.

### Nazionale
Nel 2022 ha esordito con la nazionale svedese.

## Statistiche
Statistiche aggiornate al 21 ottobre 2021.

### Presenze e reti nei club
| Stagione        | Squadra         | Campionato      | Campionato | Campionato | Coppe nazionali | Coppe nazionali | Coppe nazionali | Coppe continentali | Coppe continentali | Coppe continentali | Altre coppe | Altre coppe | Altre coppe | Totale | Totale | Totale |
| Stagione        | Squadra         | Comp            | Pres       | Reti       | Comp            | Pres            | Reti            | Comp               | Pres               | Reti               | Comp        | Pres        | Reti        | Pres   | Reti   |        |
| --------------- | --------------- | --------------- | ---------- | ---------- | --------------- | --------------- | --------------- | ------------------ | ------------------ | ------------------ | ----------- | ----------- | ----------- | ------ | ------ | ------ |
| 2020            | AFC Eskilstuna  | S1              | 15         | 0          | CS              | 0               | 0               |                    | -                  | -                  |             | -           | -           | 15     | 0      |        |
| 2021            | GAIS            | S1              | 9          | 0          | CS+CS           | 2+0             | 0               |                    | -                  | -                  |             | -           | -           | 11     | 0      |        |
| 2021-2022       | Slavia Praga    | 1L              | 19         | 1          | CRC             | 2               | 0               | UCL+UEL+UECL       | 0+0+9              | 0+0+0              |             | -           | -           | 30     | 1      |        |
| Totale carriera | Totale carriera | Totale carriera | 43         | 1          |                 | 4               | 0               |                    | 9                  | 0                  |             | -           | -           | 56     | 1      |        |

### Cronologia presenze e reti in nazionale
| Cronologia completa delle presenze e delle reti in nazionale ― Svezia | Cronologia completa delle presenze e delle reti in nazionale ― Svezia | Cronologia completa delle presenze e delle reti in nazionale ― Svezia | Cronologia completa delle presenze e delle reti in nazionale ― Svezia | Cronologia completa delle presenze e delle reti in nazionale ― Svezia | Cronologia completa delle presenze e delle reti in nazionale ― Svezia | Cronologia completa delle presenze e delle reti in nazionale ― Svezia | Cronologia completa delle presenze e delle reti in nazionale ― Svezia |
| Data                                                                  | Città                                                                 | In casa                                                               | Risultato                                                             | Ospiti                                                                | Competizione                                                          | Reti                                                                  | Note                                                                  |
| --------------------------------------------------------------------- | --------------------------------------------------------------------- | --------------------------------------------------------------------- | --------------------------------------------------------------------- | --------------------------------------------------------------------- | --------------------------------------------------------------------- | --------------------------------------------------------------------- | --------------------------------------------------------------------- |
| 19-11-2022                                                            | Malmö                                                                 | Svezia                                                                | 2 – 0                                                                 | Algeria                                                               | Amichevole                                                            | -                                                                     | 46’                                                                   |
| Totale                                                                |                                                                       | Presenze                                                              | 1                                                                     |                                                                       | Reti                                                                  | 0                                                                     |                                                                       |

| Cronologia completa delle presenze e delle reti in nazionale ― Siria | Cronologia completa delle presenze e delle reti in nazionale ― Siria | Cronologia completa delle presenze e delle reti in nazionale ― Siria | Cronologia completa delle presenze e delle reti in nazionale ― Siria | Cronologia completa delle presenze e delle reti in nazionale ― Siria | Cronologia completa delle presenze e delle reti in nazionale ― Siria | Cronologia completa delle presenze e delle reti in nazionale ― Siria | Cronologia completa delle presenze e delle reti in nazionale ― Siria |
| Data                                                                 | Città                                                                | In casa                                                              | Risultato                                                            | Ospiti                                                               | Competizione                                                         | Reti                                                                 | Note                                                                 |
| -------------------------------------------------------------------- | -------------------------------------------------------------------- | -------------------------------------------------------------------- | -------------------------------------------------------------------- | -------------------------------------------------------------------- | -------------------------------------------------------------------- | -------------------------------------------------------------------- | -------------------------------------------------------------------- |
| 13-1-2024                                                            | Doha                                                                 | Uzbekistan                                                           | 0 – 0                                                                | Siria                                                                | Coppa d'Asia 2023 - 1º turno                                         | -                                                                    |                                                                      |
| 18-1-2024                                                            | Doha                                                                 | Siria                                                                | 0 – 1                                                                | Australia                                                            | Coppa d'Asia 2023 - 1º turno                                         | -                                                                    |                                                                      |
| Totale                                                               |                                                                      | Presenze                                                             | 2                                                                    |                                                                      | Reti                                                                 | 0                                                                    |                                                                      |

## Palmarès

### Club

#### Competizioni nazionali
- Coppa della Repubblica Ceca: 1

Slavia Praga: 2022-2023